# Lawrence Durrell

Lawrence Durrell
(Gedenktafel in Korfu)

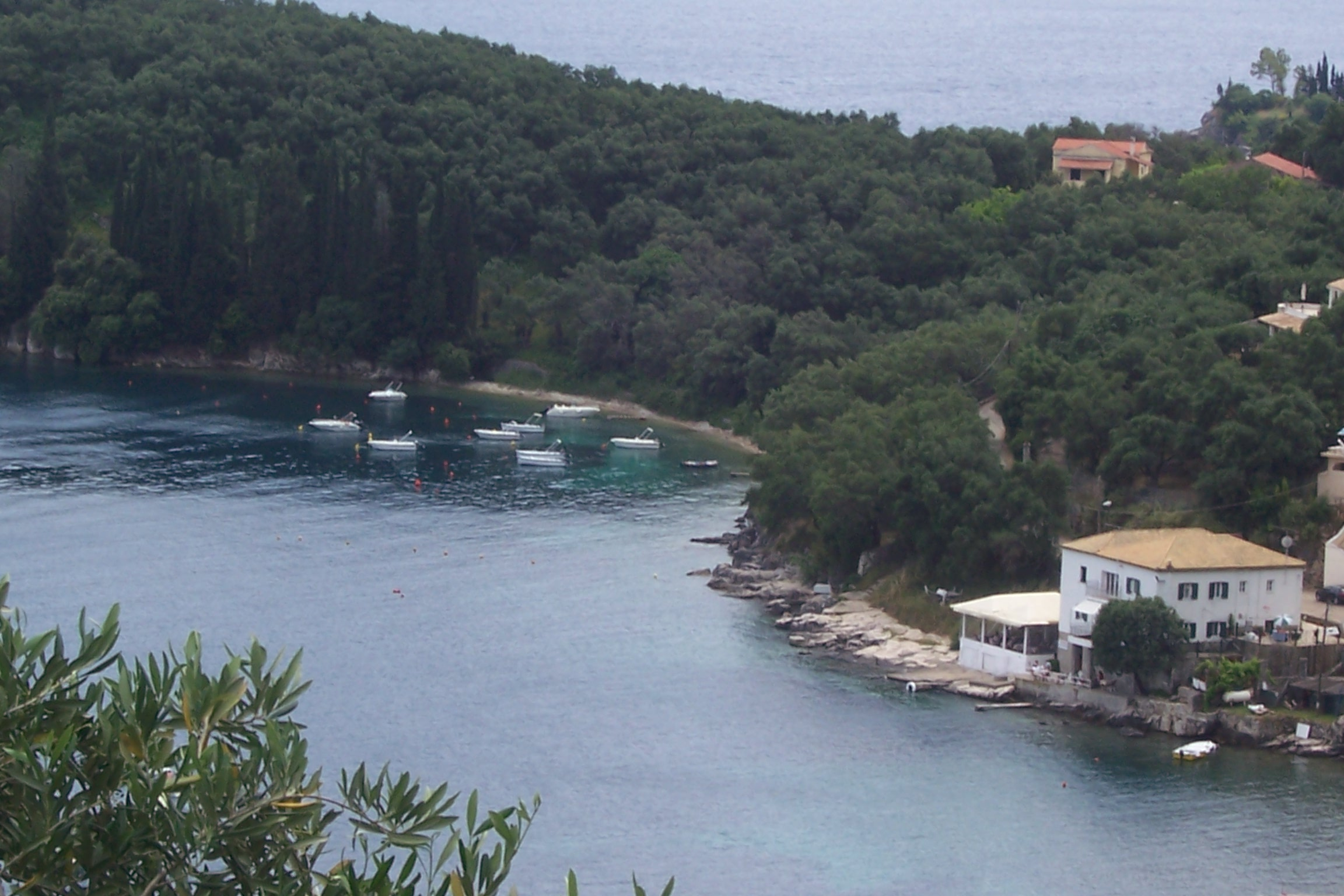
Durrells Wohnhaus, heute das White House in Kalami an der Ostküste Korfus

Plakette am White House in Kalami mit Foto des jungen Durrell

Lawrence George Durrell (* 27. Februar 1912 in Jalandhar, Britisch-Indien; † 7. November 1990 in Sommières, Département Gard, Frankreich) war ein britischer Schriftsteller.

## Leben
Der Sohn von Louisa und Lawrence Samuel Durrell verbrachte seine ersten Lebensjahre in Indien. Mit elf Jahren wurde er zum Schulbesuch nach Canterbury (England) geschickt, wo er sich jedoch nie heimisch fühlte.
Am 22. Januar 1935 heiratete Durrell Nancy Isobel Myers, seine erste Ehefrau. Im März zog er nach Aufenthalten in Paris und Athen mit Mutter, Frau und Geschwistern einschließlich Bruder Gerald nach Korfu. Zu dieser Zeit begann auch seine lebenslange Freundschaft mit dem Schriftstellerkollegen Henry Miller. Im gleichen Jahr veröffentlichte er seinen ersten Roman Pied Piper of Lovers.
1941 mussten die Durrells Griechenland wegen der näherrückenden deutschen Armee verlassen. Durrell zog nach Kairo. In der Folge lebte Durrell in Alexandria, nach dem Ende des Zweiten Weltkrieges auf Rhodos, 1947/48 in Argentinien, 1949 bis 1952 in Belgrad. Er arbeitete in verschiedenen Positionen, meist als Presseattaché, für die britische Regierung.
Im Jahr 1952 zog Durrell nach Zypern, wo er zunächst Englischunterricht erteilte und später wiederum für die britische Regierung in Nikosia arbeitete. Seine Erlebnisse aus der Zeit des gewalttätigen Aufstandes der Zyprioten gegen die englische Besatzungsmacht verarbeitete er in dem Buch Bittere Limonen (veröffentlicht 1957).
Noch während der Zeit auf Zypern begann Durrell mit der Arbeit an Alexandria-Quartett, das zwischen 1957 und 1960 veröffentlicht wurde. Diese vier Romane brachten Durrell internationale Anerkennung ein. Der Band Justine diente als Vorlage für den Spielfilm Alexandria – Treibhaus der Sünde (Originaltitel Justine) von George Cukor aus dem Jahr 1969 mit Anouk Aimée, Dirk Bogarde und Michael York in den Hauptrollen.
Als Durrell Zypern 1956 verlassen musste, siedelte er sich in Südfrankreich an und  lebte dort bis zu seinem Tod im Jahr 1990. Durrell war viermal verheiratet und hatte zwei Töchter.

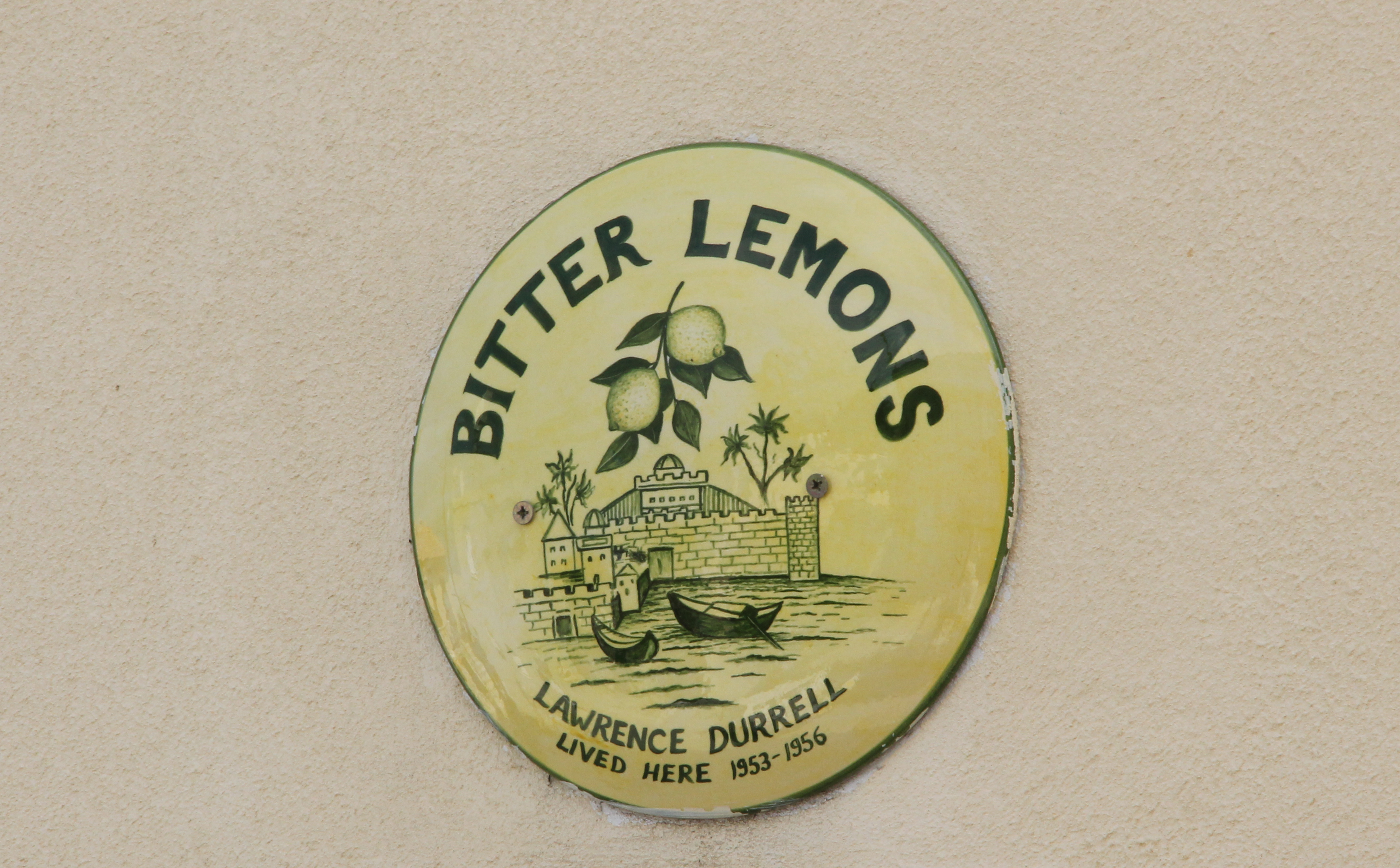
Plakette an Durrells Wohnhaus in Bellapais (Zypern)

Seine Dramen Sappho und Actis wurden in Deutschland von Gustaf Gründgens, Ein irischer Faust von Oscar Fritz Schuh am Deutschen Schauspielhaus in Hamburg uraufgeführt.
Durrell wurde mehrmals für den Literatur-Nobelpreis vorgeschlagen. Nach ihm ist der Asteroid Durrell benannt worden.

## Werke
Romane
- Alexandria-Quartett („Alexandria Quartet“). Neuaufl. Rowohlt, Reinbek 1997/98.

1. Justine. Roman (1957). Dt. EA 1958, Rowohlt Verlag Hamburg. 1997, ISBN 3-499-22264-7.
2. Balthasar. Roman (1958). („Balthazar“) Dt. EA 1959, Rowohlt Verlag Hamburg. 1998, ISBN 3-499-22261-2.
3. Mountolive. Roman (1958). Dt. EA 1960, Rowohlt Verlag Hamburg.1998, ISBN 3-499-22262-0.
4. Clea. Roman (1960). Dt. EA 1961, Rowohlt Verlag Hamburg. 1998, ISBN 3-499-22263-9.

- Der Aufstand der Aphrodite („The Revolt of Aphrodite“). Rowohlt, Reinbek 1969/70.

1. Tunc. Roman („Tunc“). Dt. EA 1969, ISBN 3-498-01216-9. Rowohlt, Reinbek 1969.
2. Nunquam. Roman („Nunquam“). Dt. EA 1970, ISBN 3-498-01218-5. Rowohlt, Reinbek 1970.

- Avignon-Quintett. Rowohlt, Reinbek 1991/93.

1. Monsieur oder der Fürst der Finsternis. Roman („Monsieur or the prince of darkness“). 1991, ISBN 3-499-12909-4.
2. Livia oder lebendig begraben. Roman („Livia or buried alive“). 1992, ISBN 3-499-13061-0.
3. Constance oder private Praktiken. Roman („Constance or solitary practices“). 1992, ISBN 3-499-13129-3.
4. Sebastian oder die Gewalt der Leidenschaft. Roman („Sebastian or the ruling passions“). 1993, ISBN 3-499-13130-7.
5. Fünfauge oder was der Frauenmörder erzählt. Roman („Quinx or the ripper's tale“). 1993, ISBN 3-499-13131-5.

- Das dunkle Labyrinth. Roman („The Dark Labyrinth“). Neuaufl. Rowohlt, Reinbek 11994, ISBN 3-499-13291-5.
- Panic Spring. A romance. University Press, Victoria, BC 2008, ISBN 978-1-55058-381-6 (Nachdr. d. Ausg. London 1935; unter dem Pseudonym Charles Norden).
- Pied Piper of Lovers. A novel. University Press, Victoria, BC 2008, ISBN 978-1-55058-382-3 (Nachdr. d. Ausg. London 1935).
- Die Schwarze Chronik („The Black Book“). Rowohlt, Reinbek 1962.
- Weiße Adler über Serbien. ein Abenteuerroman für jugendliche Leser („White Eagles over Serbia“). Rowohlt, Reinbek 1977, ISBN 3-499-10862-3.

Reisebücher und andere Prosa
- Bittere Limonen. Erlebtes Cypern („Bitter Lemons“). 24. Aufl. Rowohlt, Reinbek 2004, ISBN 3-499-10993-X.
- Blühender Mandelbaum. Sizilianisches Karussell („Sicilian Carousel“). Neuaufl. Rowohlt, Reinbek 1994, ISBN 3-499-15690-3.
- Esprit de Corps oder Diplomaten unter sich („Esprit de Corps“). Neuaufl. Rowohlt, Reinbek 1979, ISBN 3-499-11961-7 (beinhaltet: Stiff Upper Lip und Sauve Qui Peut).
- Griechische Inseln („The Greek Islands“). Rowohlt, Reinbek 1978, ISBN 3-498-01229-0.
- In der Provence („Caesar's Vast Ghost“). Insel-Verlag, Frankfurt/M. 2007, ISBN 978-3-458-34971-6.
- Leuchtende Orangen. Rhodos, Insel des Helios („Reflections on a Marine Venus“). Neuaufl. Rowohlt, Reinbek 2001, ISBN 3-499-11045-8.
- Schwarze Oliven. Korfu, Insel der Phäaken („Prospero's Cell“). Neuaufl. Rowohlt, Reinbek 1994, ISBN 3-499-11102-0.

Sachbücher
- Blue Thirst. Capra Press. Santa Barbara, Calif. 1975, ISBN 0-88496-018-8.
- A Key to Modern British Poetry. 3. Aufl. University Press, Norman, Okl. 1970, ISBN 0-8061-0251-9.
- Das Lächeln des Tao („A Smile in the Mind's Eye“). Dianus Trikont Verlag, München 1985, ISBN 3-88167-120-X.
  - neu aufgelegt: übersetzt von Nikolaus Bornhorn. Achilla Presse Verlagsbuchhandlung, Butjadingen 2011.
- Spirit of Place. Mediterranean essays. Faber & Faber, London 1990, ISBN 0-571-09652-2 (Nachdr. d. Ausg. London 1969).

Gedichte
- Collected Poems. 1931-1974. Faber & Faber, London 1985, ISBN 0-571-13680-X.
- The icon and other poems. Black Swan Books, Redding 1981, ISBN 0-933806-01-9.
- Selected poems. Faber & Faber, London 2006, ISBN 0-571-22739-2.
- Too far to hear the singing. Poems. Greville Press, Warwick 2005, ISBN 0-906887-92-5.

Theaterstücke
- Actis. Drama in drei Akten („Acte“). Rowohlt, Reinbek 1971 (Nachdr. d. Ausg. Reinbek 1964).
- Ein irischer Faust. Schauspiel in neun Bildern („An Irish Faust“). Rowohlt, Reinbek 1963.
- Sappho. Ein Drama in Versen („Sappho“). Rowohlt, Reinbek 1950.
- Drei dramatische Dichtungen. Rowohlt, Reinbek 1964 (Inhalt: Actis, Ein irischer Faust und Sappho).

Briefe
- Lawrence Durrell – Henry Miller, Briefe 1935 – 1959. Rowohlt, Reinbek 1967

- The Durrell – Miller Letters. 1935-1980. Faber & Faber, London 1989, ISBN 0-571-14204-4.
- Letters to Jean Fanchette. Editions Two Cities, Paris 1988, ISBN 2-86235-005-2.
- Literary Lifelines. The Richard Aldington – Lawrence Durrell Correspondence. Faber & Faber, London 1981, ISBN 0-571-11501-2.

## Filmografie
Drehbuch
- Daniel Mann (Regie): Judith. 1964.

Romanvorlagen
- George Cukor (Regie): Alexandria – Treibhaus der Sünde. 1968 (nach dem Roman Justine aus dem Alexandria-Quartett).
- Michael Mills (Regie): Stiff upper lips. BBC, London 1968 (nach der gleichnamigen Anekdotensammlung).